# Röda Ropet
Röda Ropet var ett proggband från Göteborg med rockiga låtar som hade sin storhetstid 1976-1978. Medlemmar var bland andra Ingmar "Spingo" Nilsson, Christer Linderos, Mats Johansson och Clas Yngström.
År 1975 släppte bandet skivan Spänn bågen som innehöll låtar som Ge mig sanningen, Spring Lasse spring och en cover på Dan Berglunds En yngling.